# Săcădate, Sibiu
Săcădate (în dialectul săsesc Zakedot, în germană Sakadat, Sakadaten, Sekedaten, în maghiară Oltszakadát, colocvial Szakadát) este un sat ce aparține orașului Avrig din județul Sibiu, Transilvania, România.

## Atestare documentară
Prima atestare documentară a localității Săcădate apare într-un document din anul 1380 când satul este reprezentat de către doi sași localnici la Scaunul Sibiului. Conform celor scrise de cei care au studiat istoria satului: Podea Ioan (localnic) în 1911 și András János Dombi (localnic și preot în Bungard) într-o lucrare publicată în 1912 ca răspuns la monografia precedentă, se constată o dispută referitoare la hegemonia înființării localității între maghiari, români și sași. Vámszer Géza publică în 2008 „Monografia Săcădate” bazată pe manuscrisele lui András János Dombi precum și pe amintirile și declarațiile bătrânilor maghiari ai satului.. Pentru susținerea afirmației că localitatea este de origine maghiară V. Géza aduce ca dovezi următoarele informații și analize:

Stema localității Săcădate în 1577

- etimologia maghiară a denumirii localității.
- localitățile din sudul Transilvaniei au apaținut Regatului Ungariei.
- afirmația lui Adolf Schullerus: „...recunoaștem că la colonizarea sașilor au găsit secui în partea dreaptă a Oltului. Acești secui au apărat granița sudică a Ungariei.”
- analiza lui A. Schullerus prin care afirmă că dacă regii unguri au asigurat apărarea granițelor de est la Odorhei, Ciuc și Trei Scaune, același lucru au făcut și în sudul Transilvaniei chiar dacă pericolul de invazii era mai redus.
- G. Müller consideră că Schullerus ar fi greșit în afirmațiile sale și susține că toate coloniile din sudul Ardealului au fost săsești și că maghiarii și secuii au fost colonizați aici după invazia tătară și turcească din secolul al XVI-lea. G. Müller aduce următoarele argumente:
  - faptul că biserica maghiară din Săcădate a aparținut de biserica germană a Sibiului.
  - prima atestare documentară a localității face referire la reprezentanții sași ai satului la Scaunul Sibiului în 1380.
  - primele documente care fac referire la populația maghiară din Săcădate sunt datate în perioada 1494-1497.
- V. Géza susține, fără a aduce dovezi, că la sfârșitul secolului al XI-lea în sudul graniței maghiare (linia a II-a de apărare), aflată pe linia Orăștie, Sebeșul Săsesc, Ocna Sibiului, Copșa Mică, Mediaș, Sighișoara, Homorod, Hălmaghi, ar fi fost teritoriu nelocuit și sugerează ideea că  grănicerii maghiari l-ar fi populat. O dată cu apariția teritoriilor Sepsi, Orbai și Kézdi sub regele Andrei al II-lea, susține V. Géza, secuii s-au retras în noile posesiuni, rămânând desigur o parte a lor în vechile teritorii populate cum este cazul localității Săcădate.
- afirmația lui A. Schullerus: colonizarea sașilor petrecută la mijlocul secolului al XII-lea s-a făcut sub linia a II-a de apărare, spre sudul Transilvaniei (linia I de apărare).

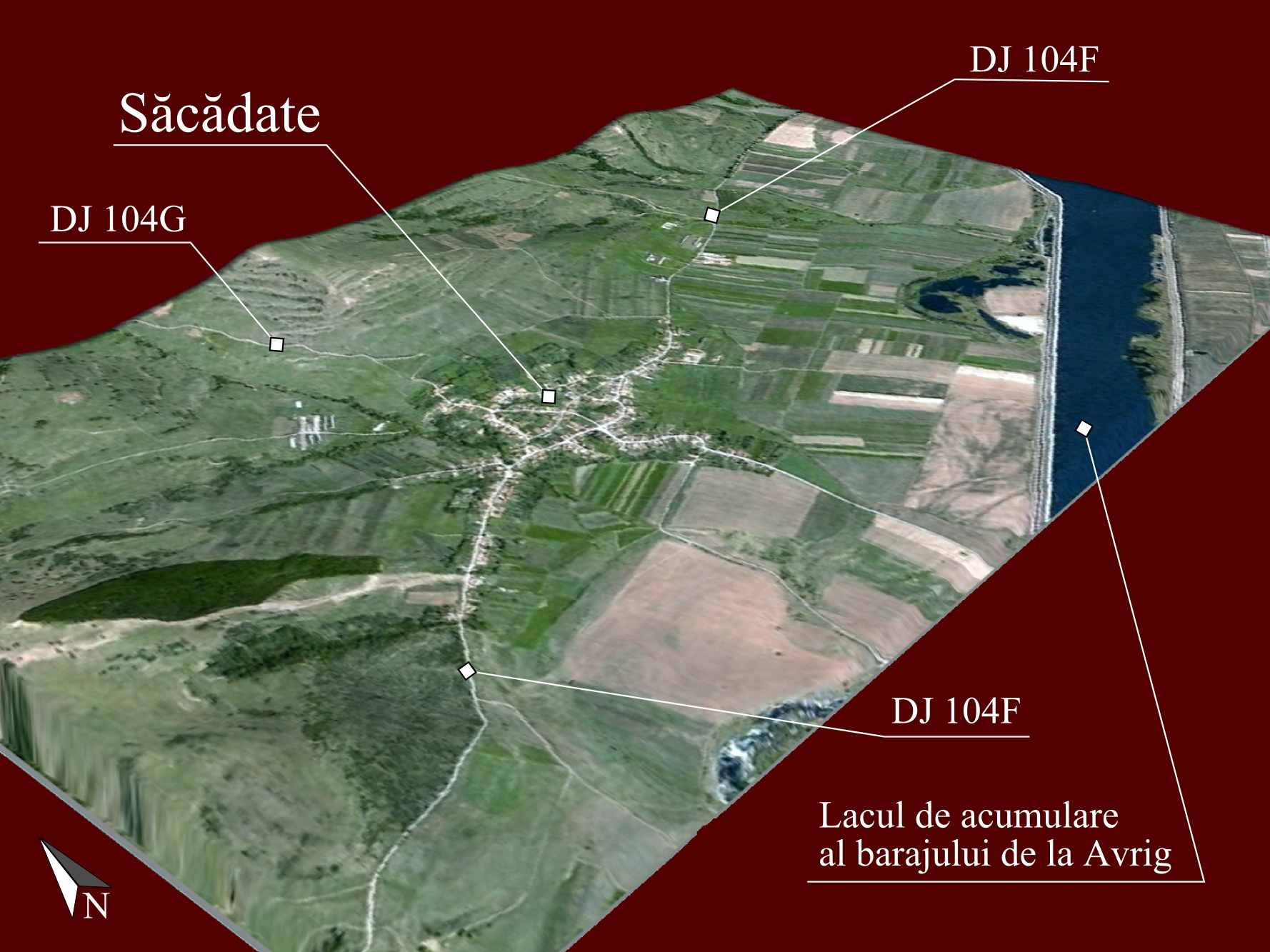
Prelucrare 3D pentru Săcădate

## Numele localității
În decursul timpului localitatea a purtat o mulțime de nume derivate din „Szakadát” care semnifică în limba maghiară „alunecare de pământ”. Astfel, în secolul al XIV-lea și al XV-lea, este denumită: Zeckat, Zectat, Czektat, Czekit, Cheket, Chekethe, Czektet, Czeckat și în 1494 apare sub forma de Zakadath. O dată cu modificarea gramaticii maghiare începută în secolul al XVII-lea, continuând cu secolul al XVIII-lea și al XIX-lea, când „cz” s-a transformat în „sz”, se fundamentează denumirea de Szakadát. În 1790 se menționează și o formă latină a numelui: „Sacadatinum” precum și numele românesc de Săcădate. În germană numele satului a fost Sakadat, Szakadat și Szakadath. În jurul anului 1900 denumirea s-a schimbat în „Oltszakadát” care face diferențierea dintre Săcădate din Sibiu și Mezöszakadát din Bihor și Mureș. Similar, a existat o localitate cu această denumire și în Ungaria, lângă lacul Balaton, care a fost cedată în 1055 călugărilor din Tihany.

## Obiective
- Biserica evanghelică din Săcădate
- Biserica Botezul Domnului din Săcădate
- Monumentul Eroilor Români din Primul Război Mondial. Monumentul a fost dezvelit în anul 1931, pentru cinstirea memoriei eroilor români căzuți între 1916-1918. Monumentul are o înălțime de 3 m și este realizat din beton, în timp ce împrejmuirea s-a făcut cu un gard din lemn. Pe frontispiciul Monumentului se găsește un înscris comemorativ: „CELOR CARE ȘI-AU FĂCUT DATORIA“, iar mai jos sunt înscrise numele a 47 eroi români din Primul Război Mondial.

## Demografie
| Săcădate, Sibiu - evoluția demografică \| \| Graficele sunt indisponibile din cauza unor probleme tehnice. Mai multe informații se găsesc la Phabricator și la wiki-ul MediaWiki. \| Date: Recensăminte sau birourile de statistică - grafică realizată de Wikipedia | |
| | Graficele sunt indisponibile din cauza unor probleme tehnice. Mai multe informații se găsesc la Phabricator și la wiki-ul MediaWiki. |

## Imagini

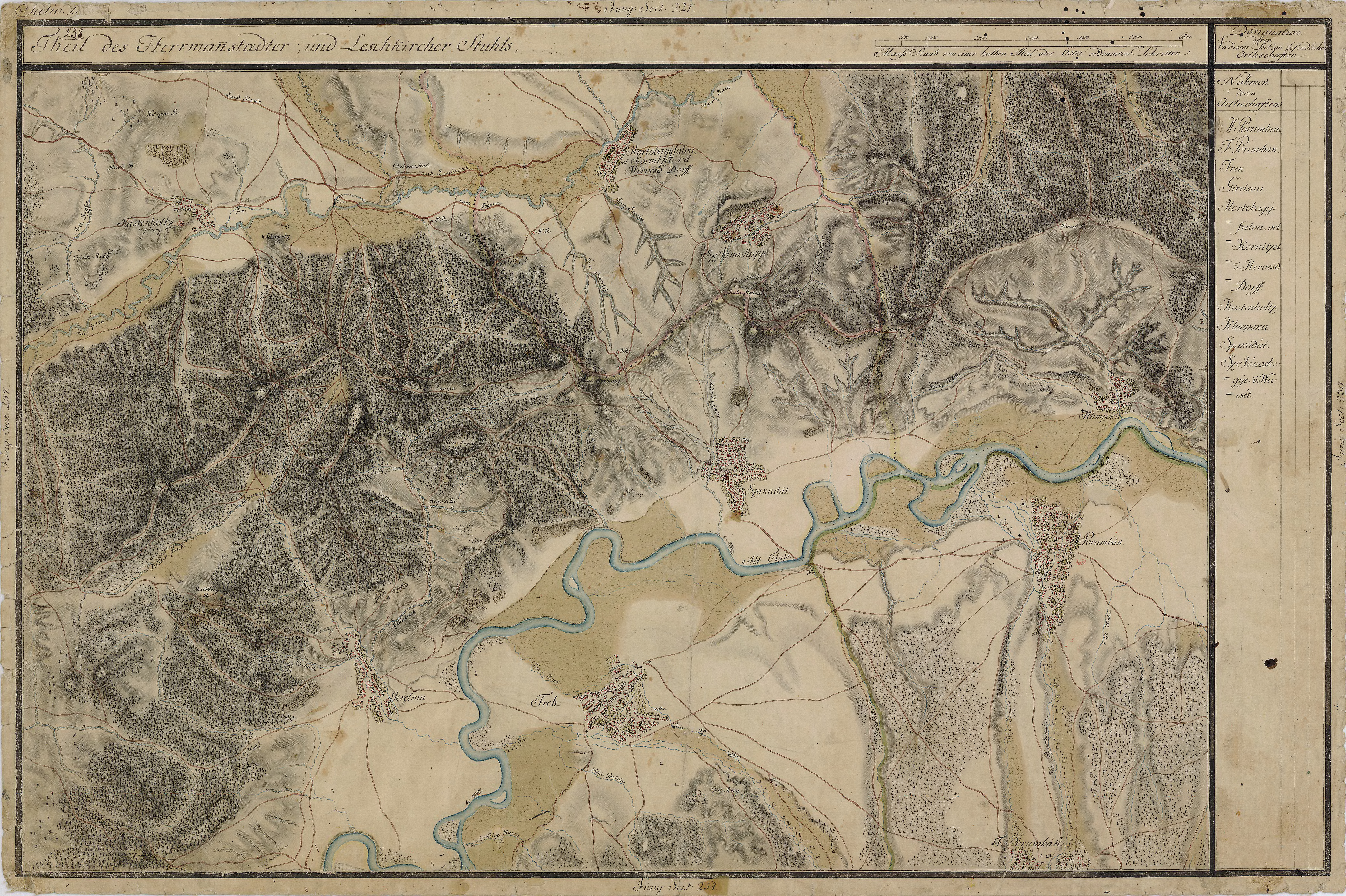
Săcădate în Harta Iosefină a Transilvaniei, 1769-1773
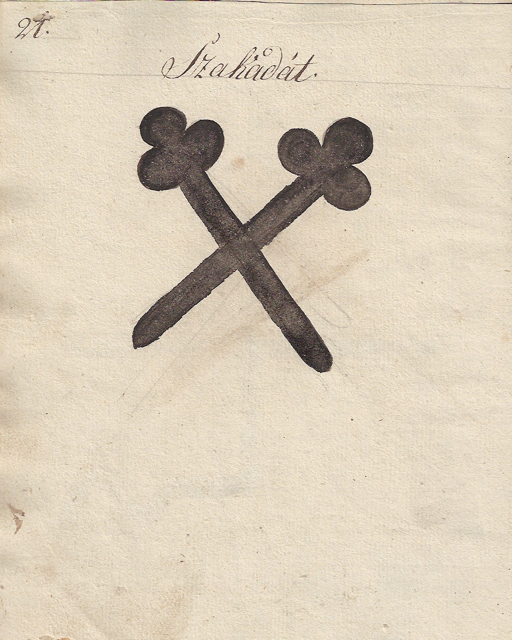
1826, Danga pentru vitele din Săcădate
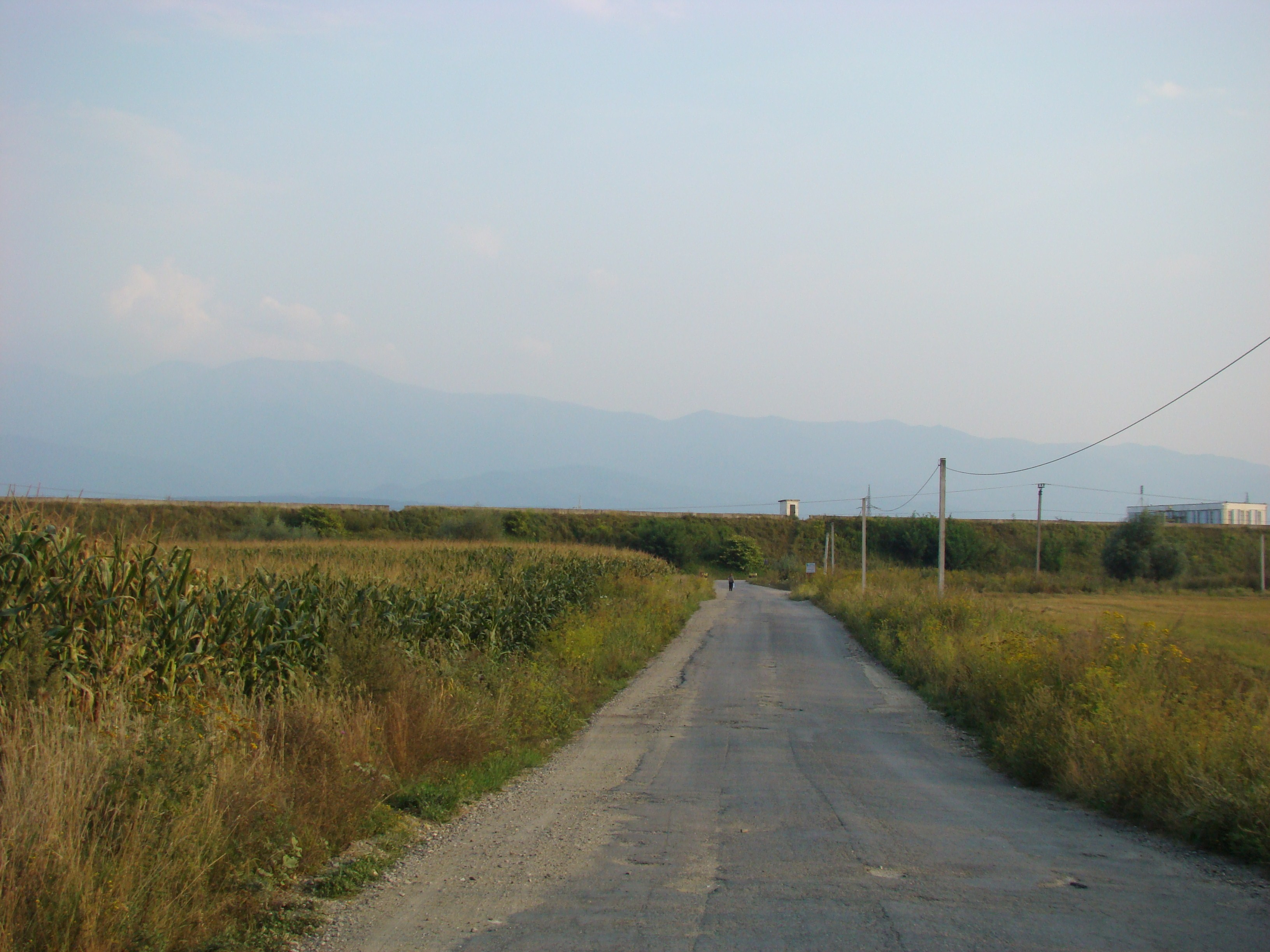
Drumul spre satul Săcădate
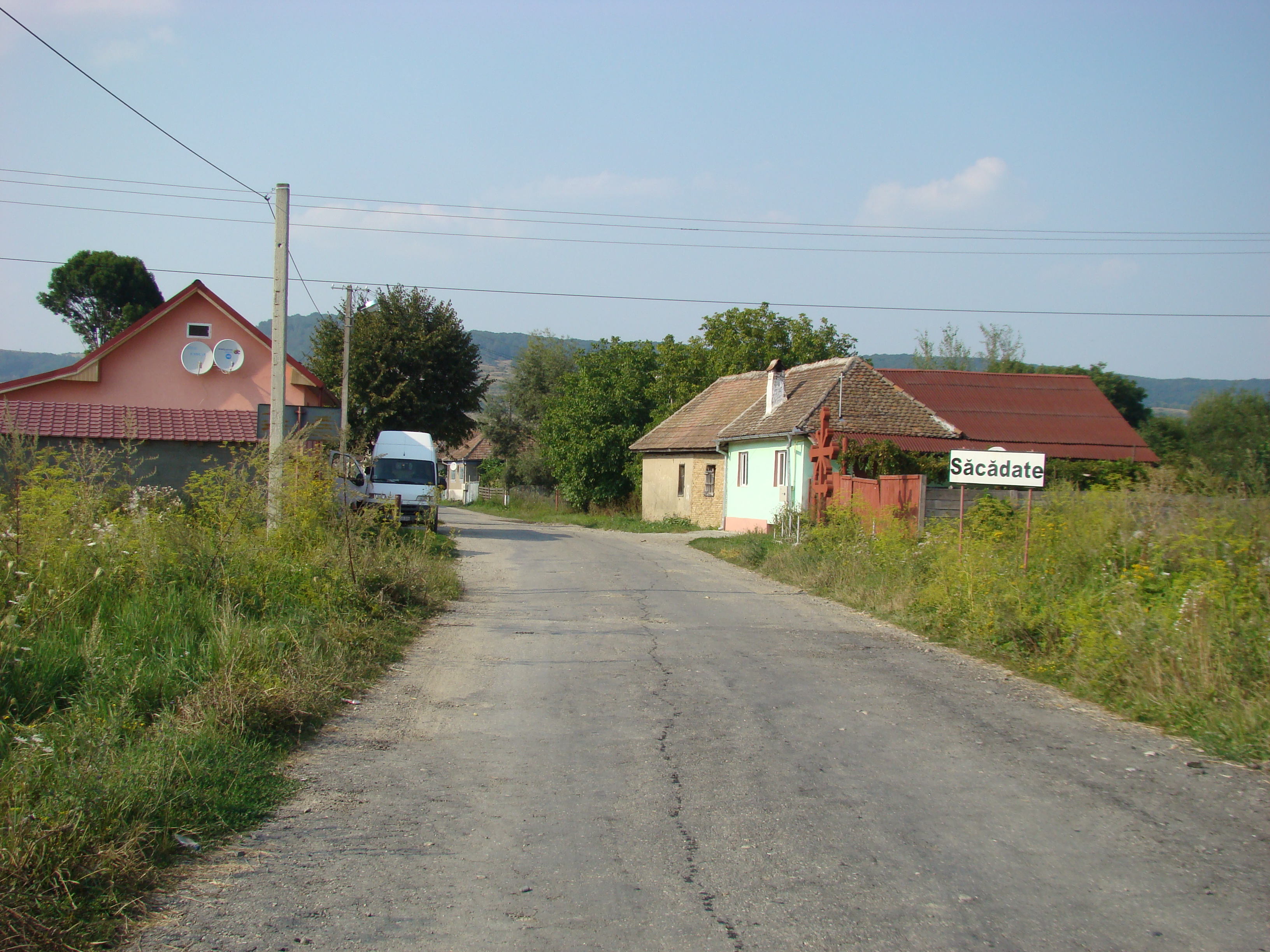
Intrarea în localitate
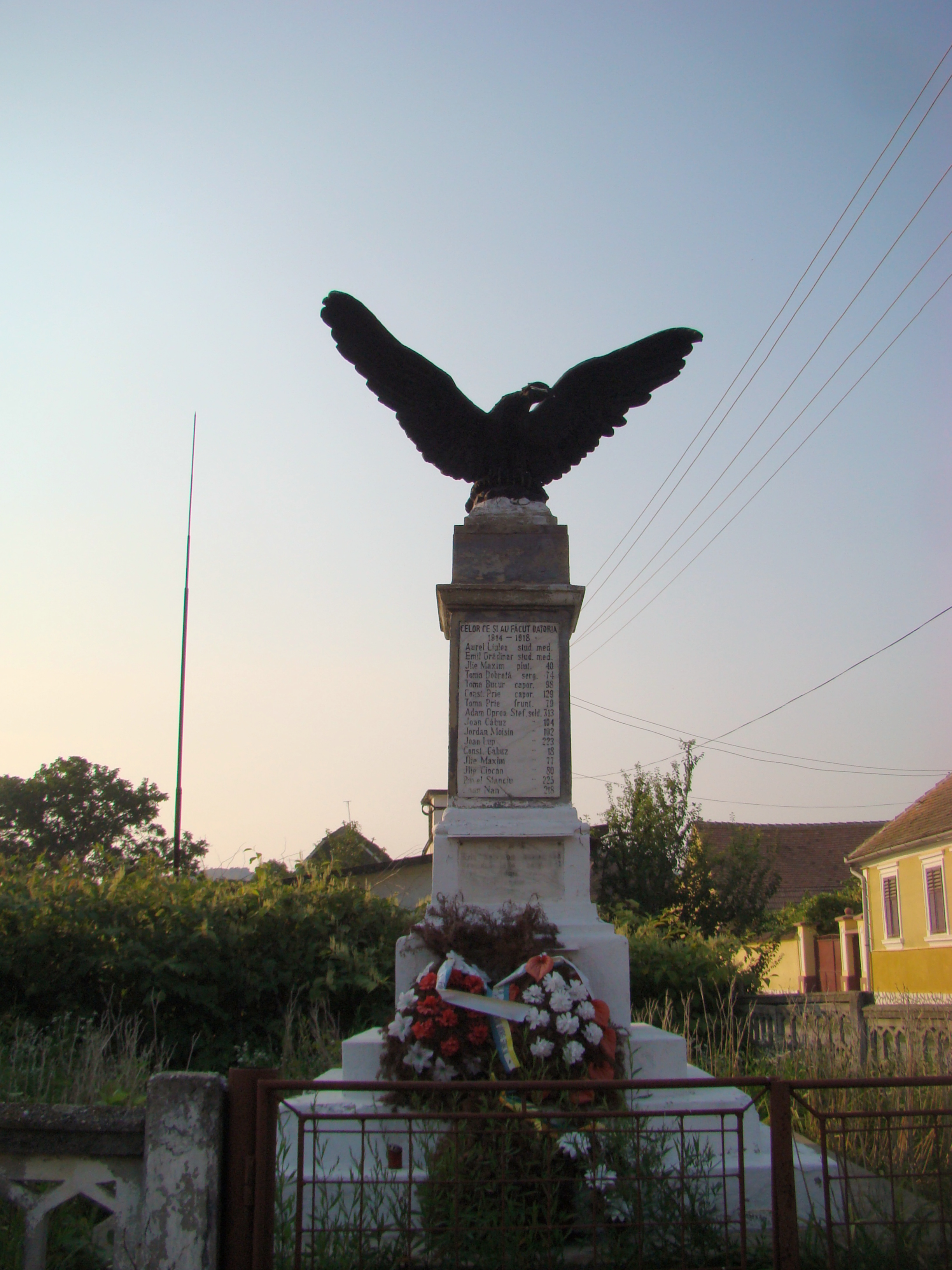
Monumentul Eroilor
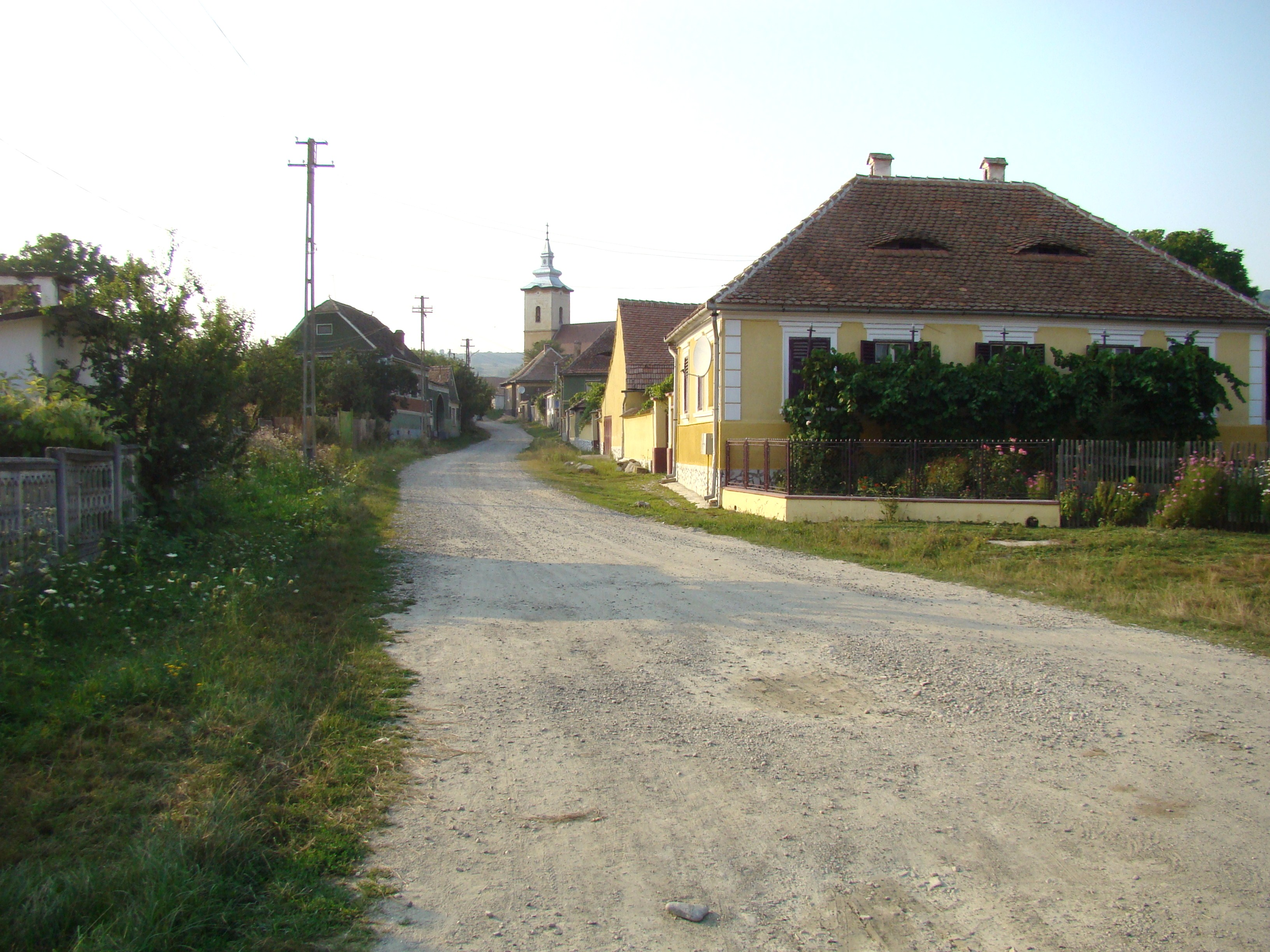
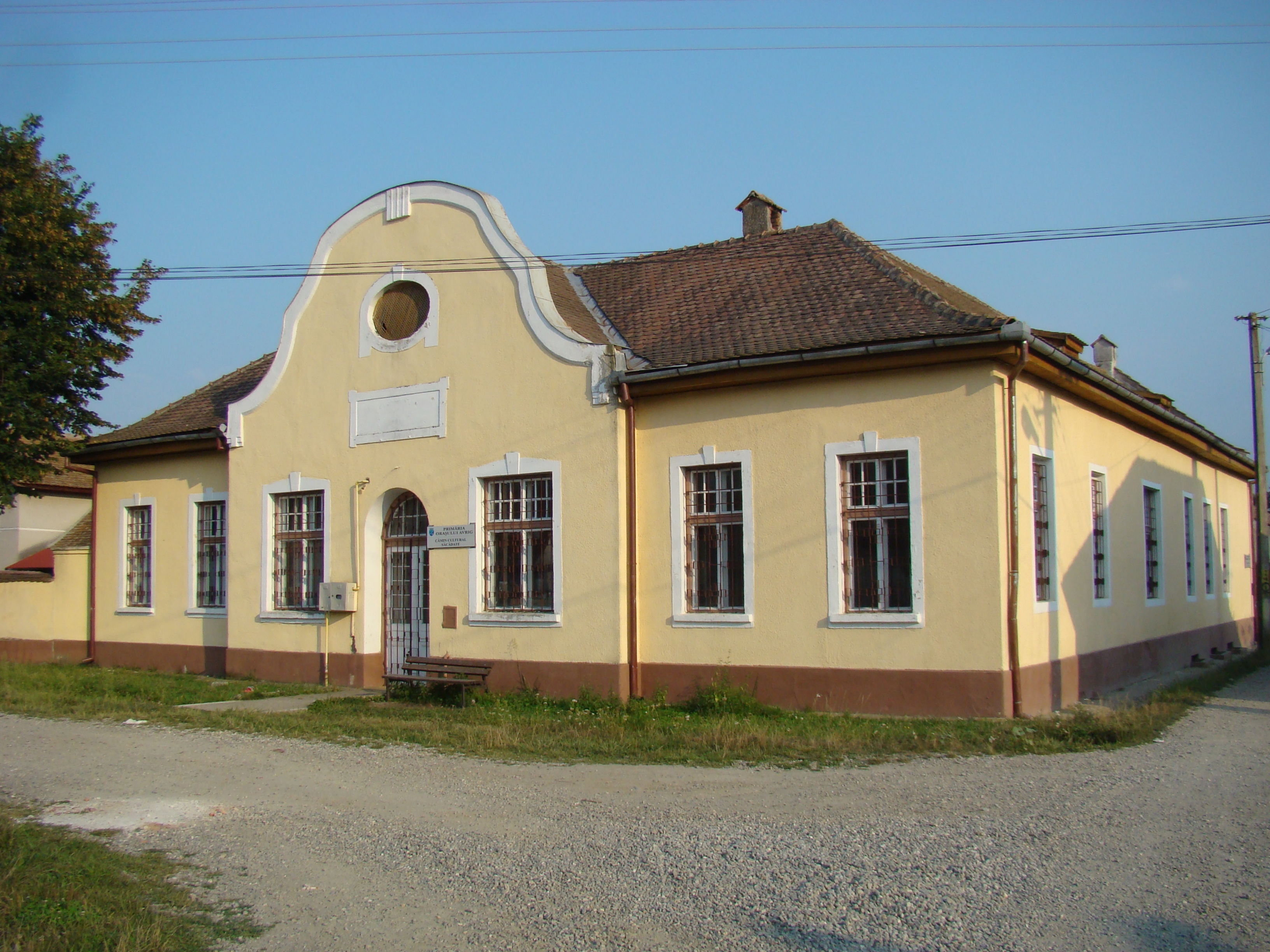
Căminul cultural
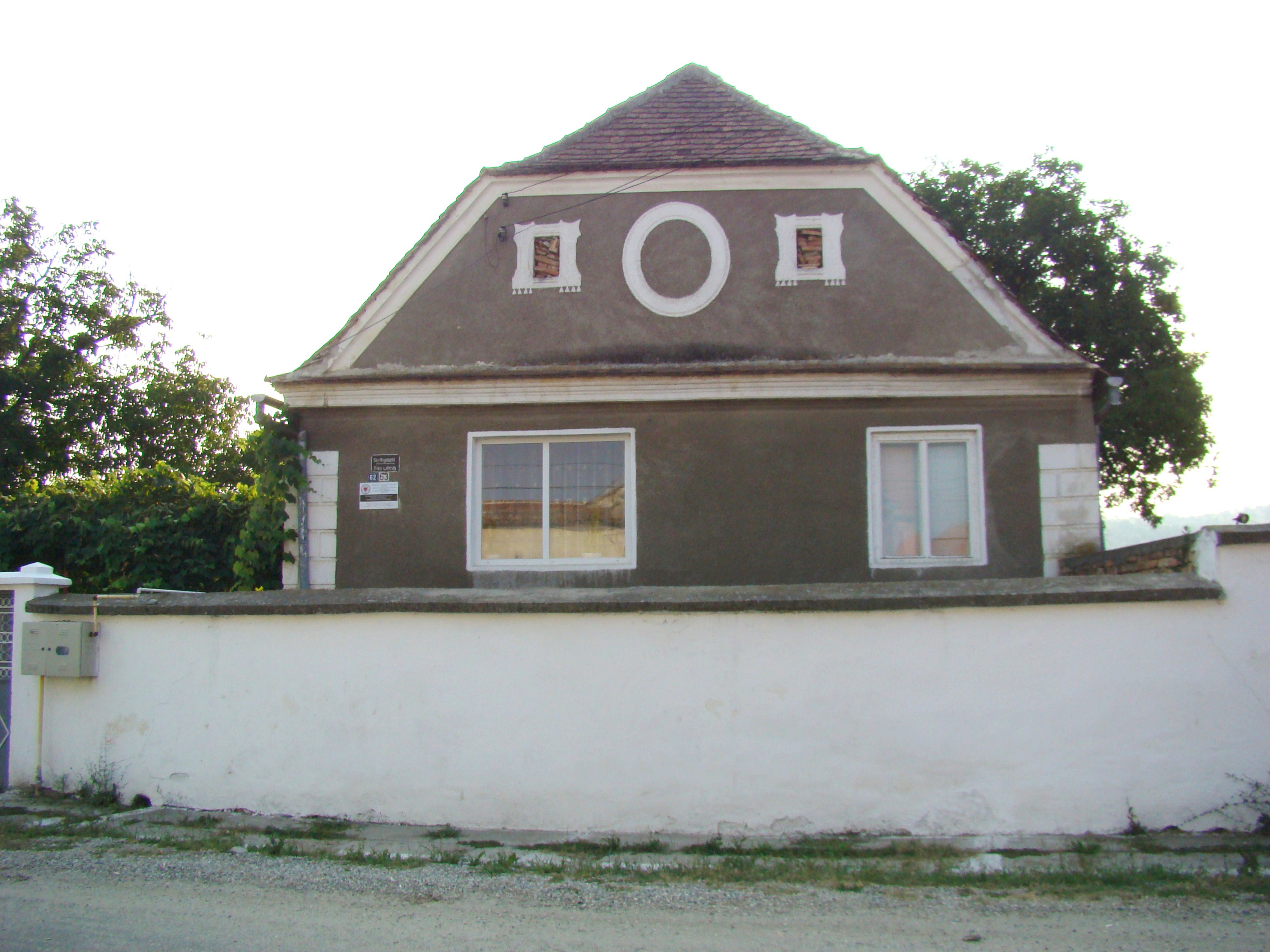
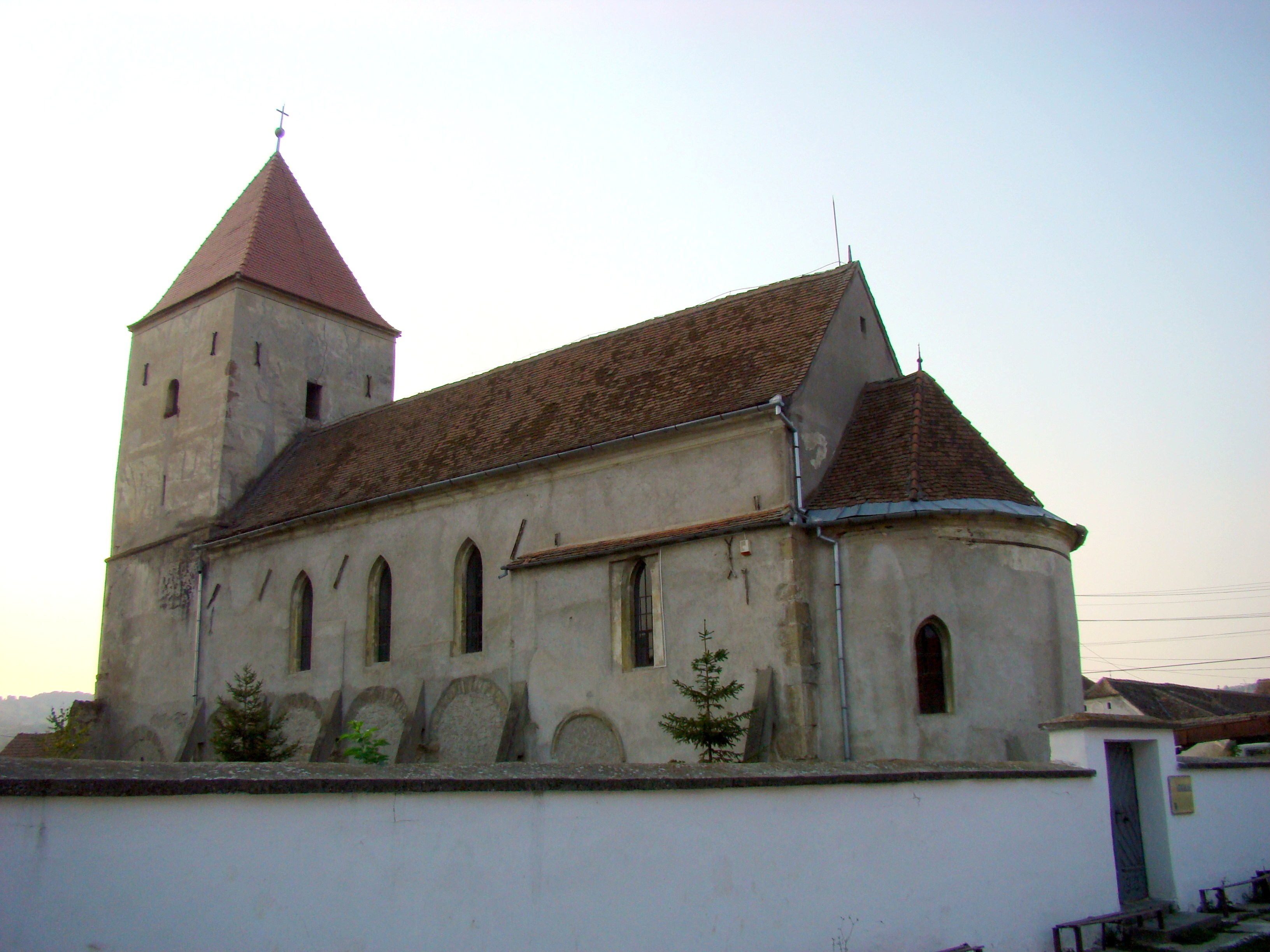
Biserica evanghelică maghiară, monument istoric (secolul XIII)
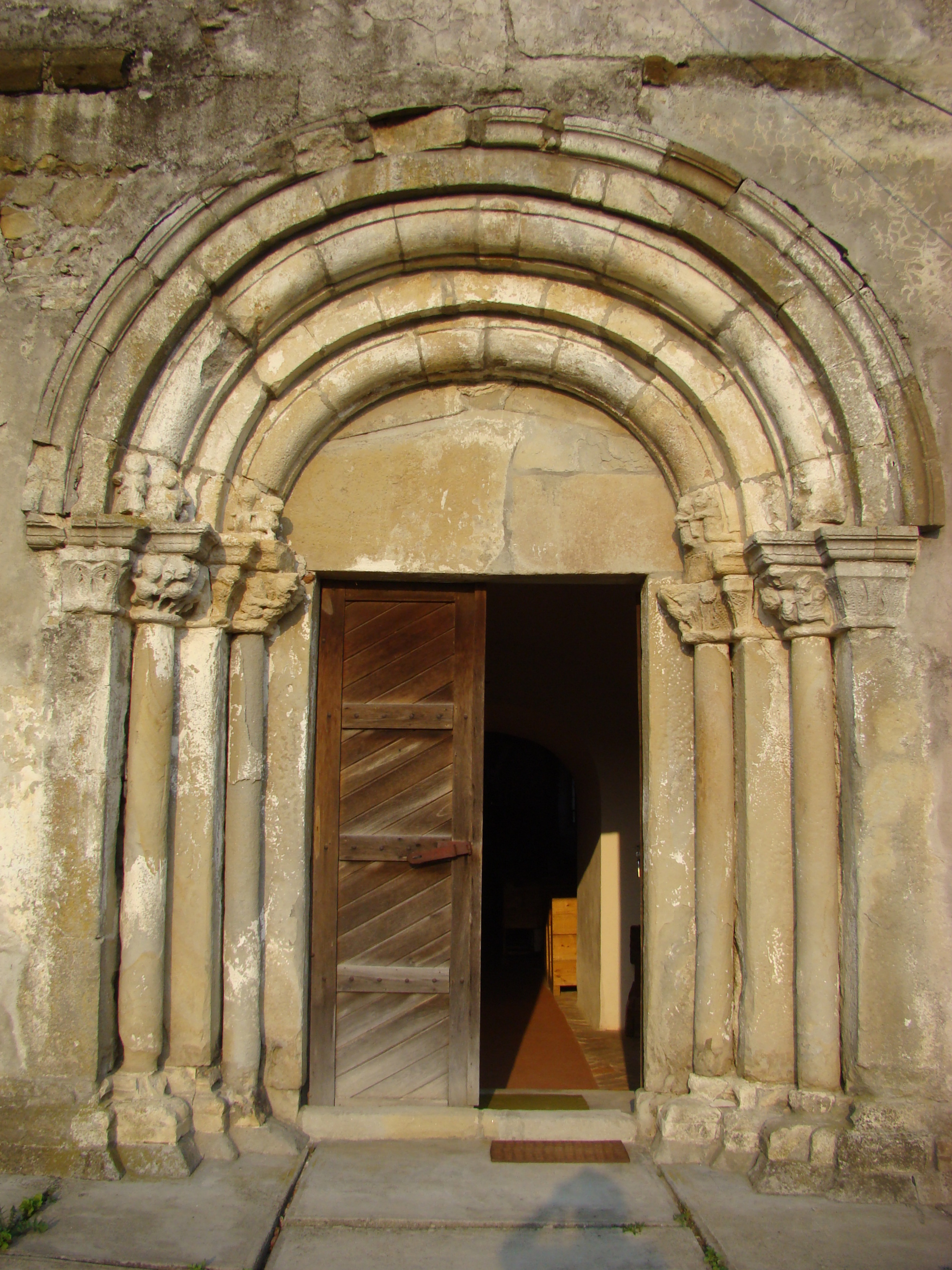
Portalul de vest, realizat în stil romanic (1270)
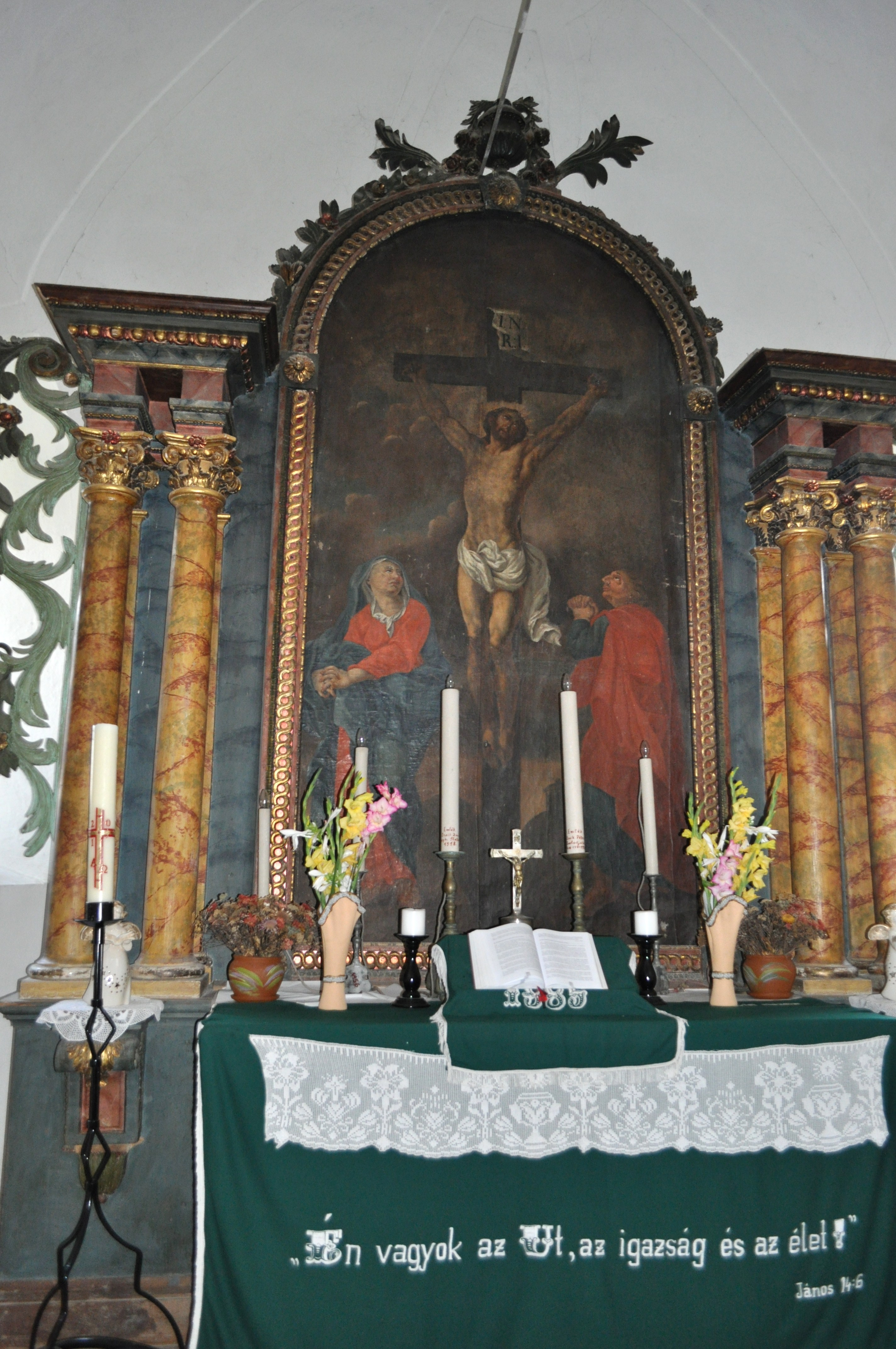
Altarul
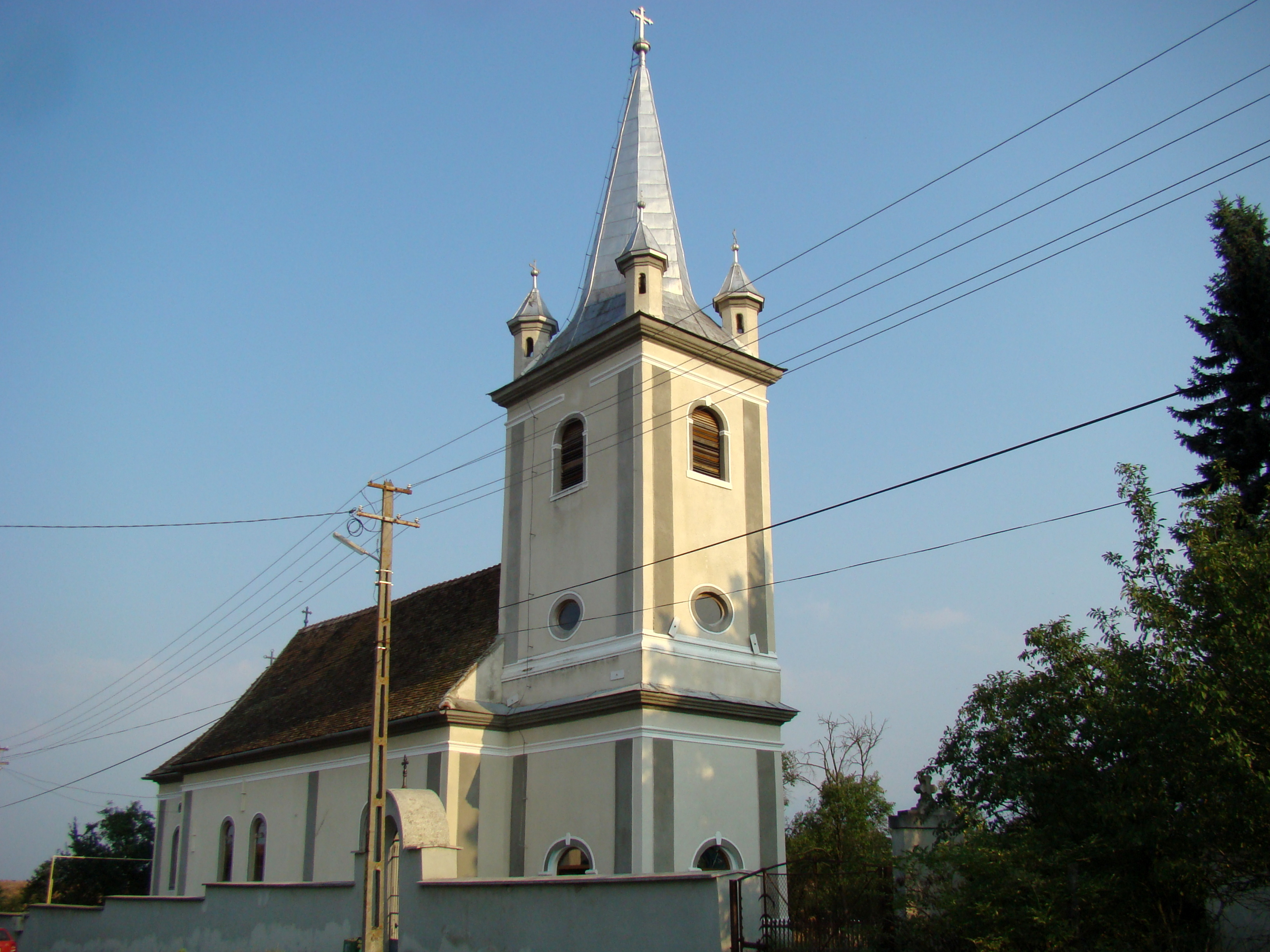
Biserica ortodoxă „Botezul Domnului”, monument istoric (1794)
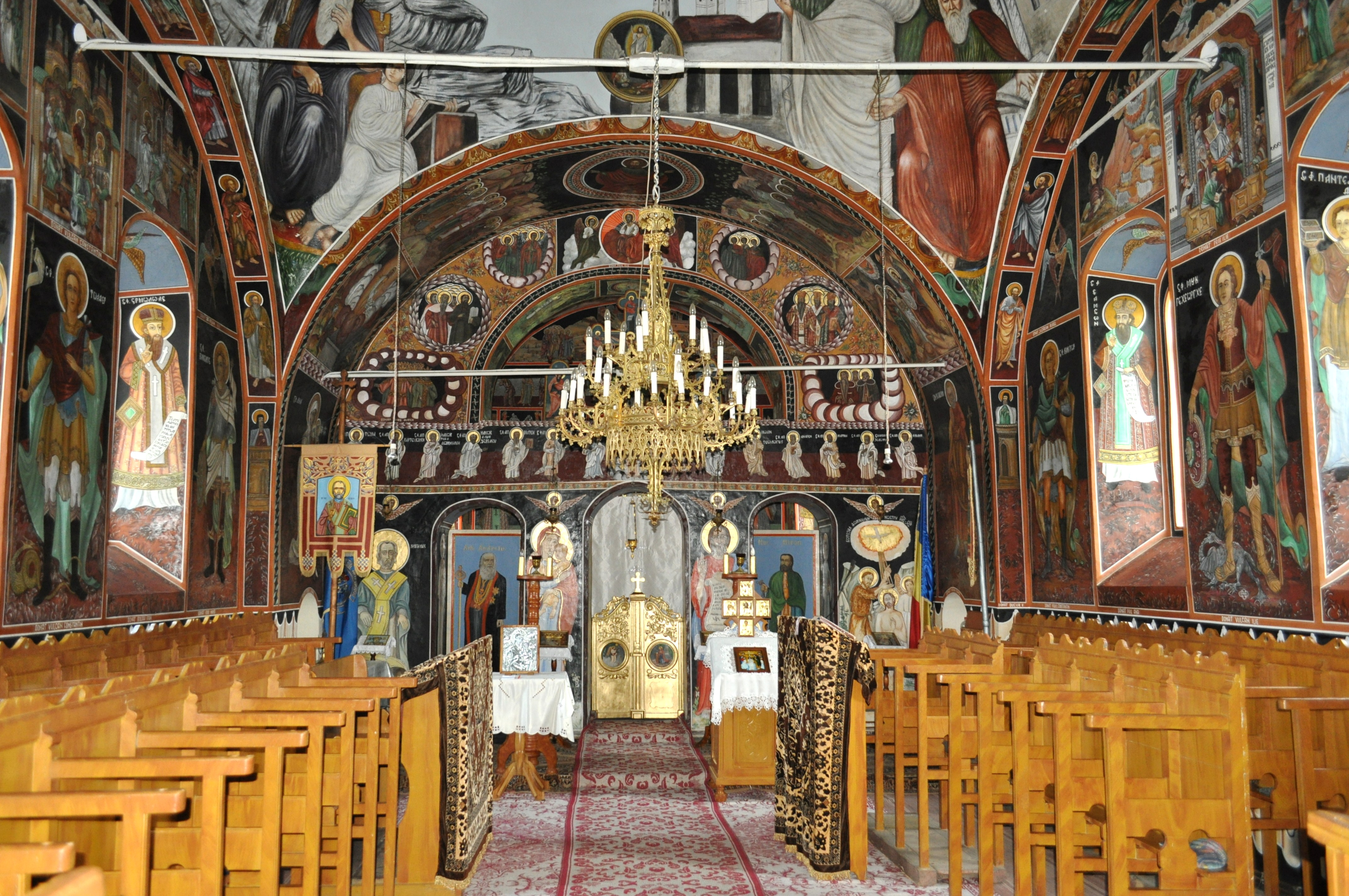
Biserica ortodoxă „Botezul Domnului”, monument istoric (nava spre iconostas)
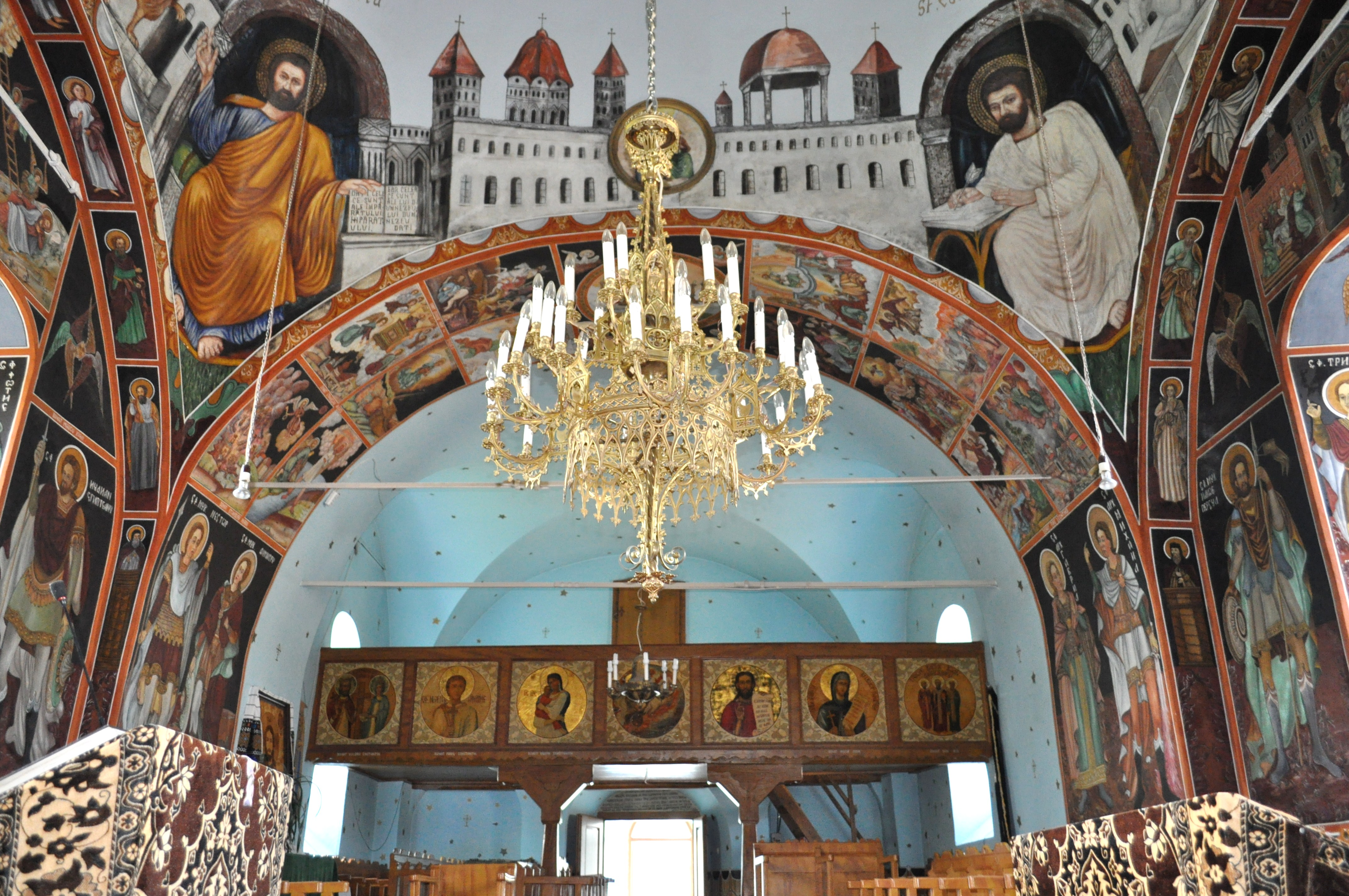
Biserica ortodoxă „Botezul Domnului”, monument istoric (nava spre ieșire)
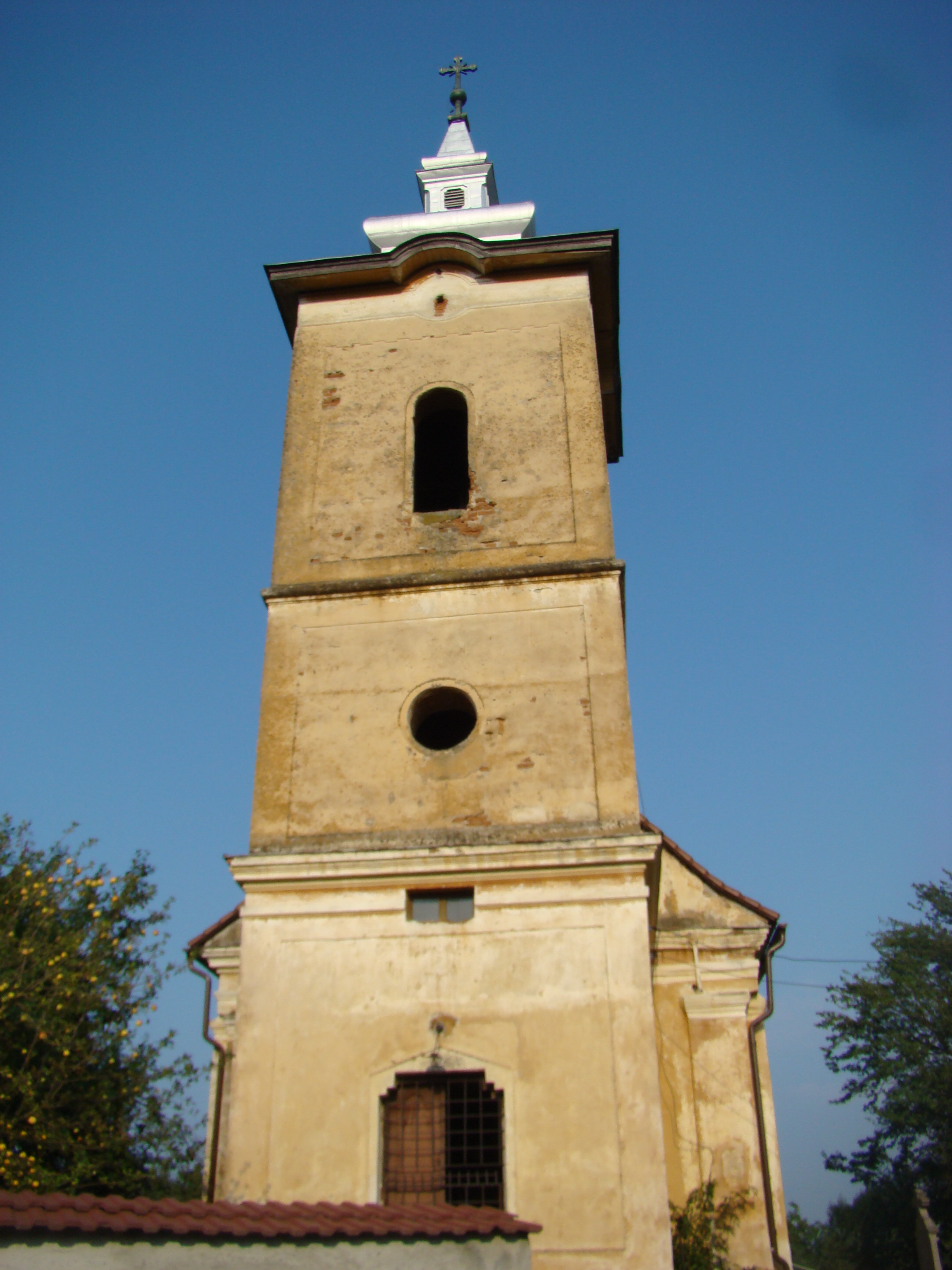
Fosta biserică greco-catolică „Sfânta Treime” (1733)
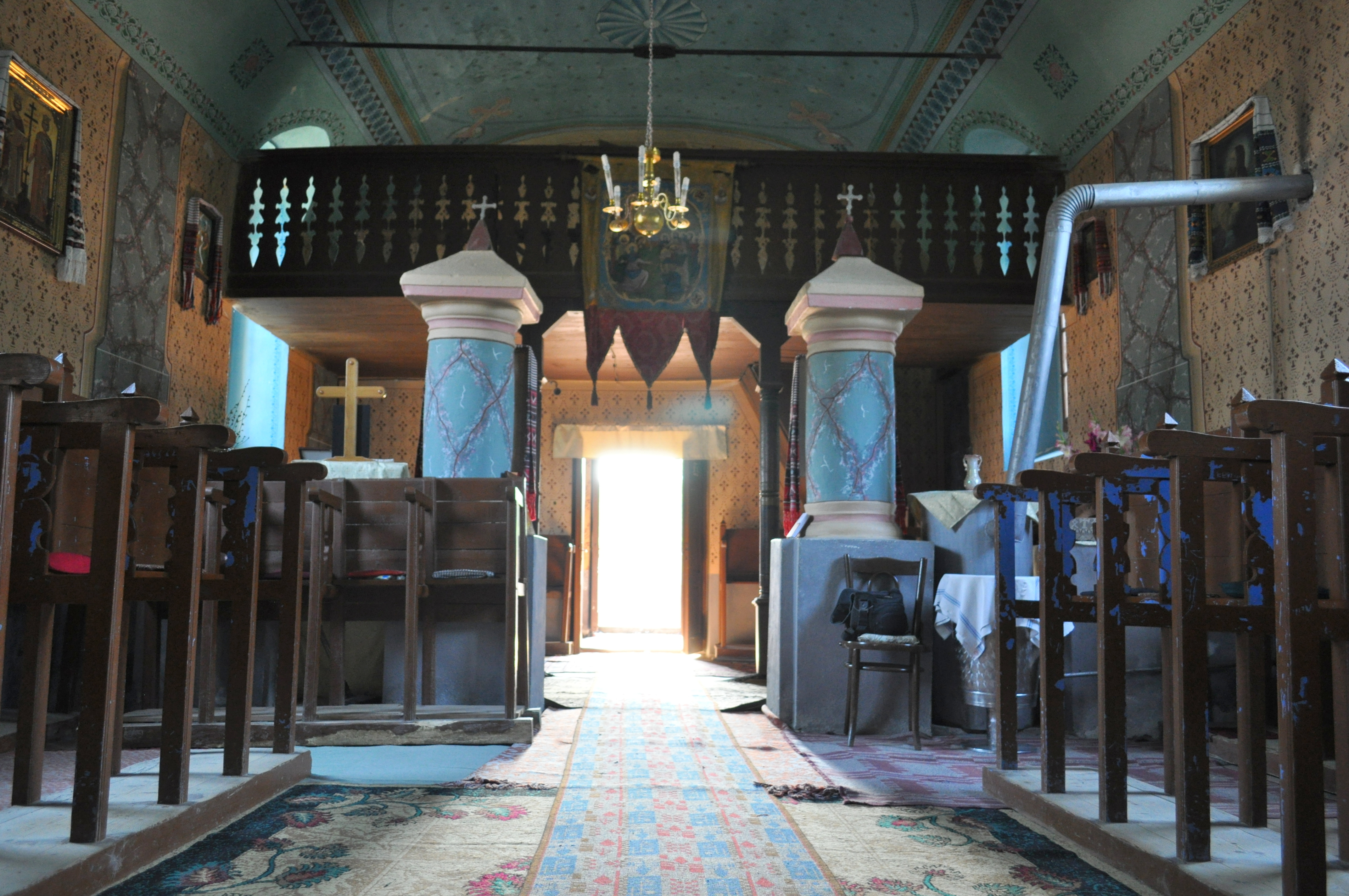
Fosta biserică greco-catolică „Sfânta Treime” (nava spre ieșire)
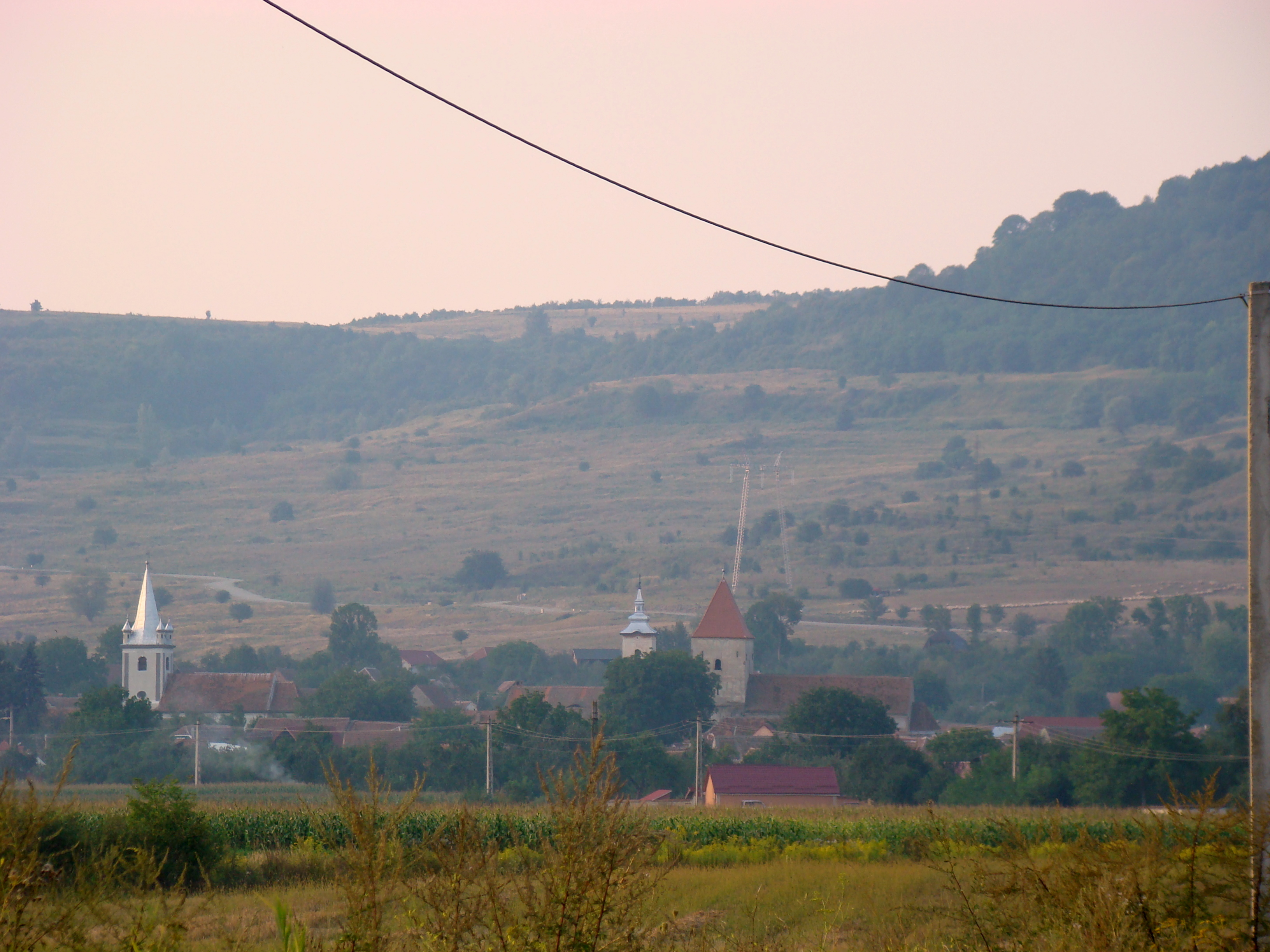
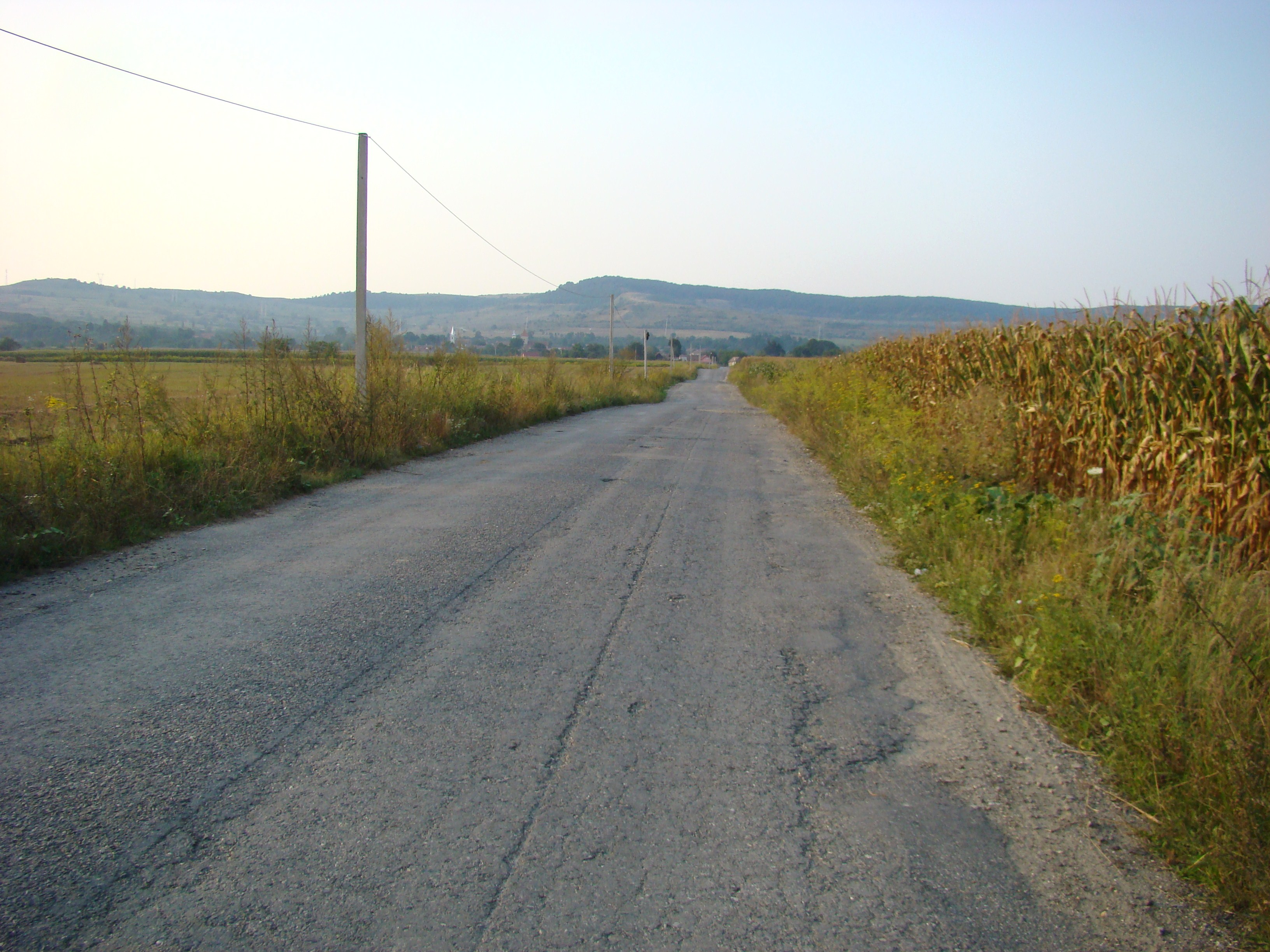
Drumul Săcădate-Avrig